# Swedish Open 1958
Die Swedish Open 1958 fanden in Malmö statt. Es war die dritte Austragung dieser internationalen Meisterschaften von Schweden im Badminton.

## Finalergebnisse
| Disziplin    | Sieger                                   | Finalist                               | Ergebnis            |
| ------------ | ---------------------------------------- | -------------------------------------- | ------------------- |
| Herreneinzel | Finn Kobberø                             | Erland Kops                            | 15–11, 15–10        |
| Dameneinzel  | Inger Kjærgaard                          | Hanne Roest                            | 11–4, 12–11         |
| Herrendoppel | Ole Mertz Poul-Erik Nielsen              | Finn Kobberø Jørgen Hammergaard Hansen | 12–15, 15–6, 15–13  |
| Damendoppel  | Kirsten Granlund Anni Jørgensen          | Hanne Andersen Inger Kjærgaard         | 18–13, 15–2         |
| Mixed        | Jørgen Hammergaard Hansen Anni Jørgensen | Palle Granlund Kirsten Granlund        | 14–18, 17–14, 15–11 |